# Marchiennes
 Marchiennes  es una población y comuna francesa, en la región de Norte-Paso de Calais, departamento de Norte, en el distrito de Douai.Es el chef-lieu del cantón de Marchiennes.

## Demografía
| 3417 | 3375 | 3267 | 3564 | 4164 | 4641 |
| Para los censos de 1962 a 1999 la población legal corresponde a la población sin duplicidades (Fuente: INSEE [Consultar]) |      |      |      |      |      |